# Tihooceanski tokovi
Pri tihooceanskih tokovih sta se ob ekvatorju razvila dva ekvatorialna tokova protitok ali povratni tok. To sta severni in južni tok. Severni tok se v bližini Marianskih otokov cepi, kjer večji del zavije proti severozahodu, manjši pa na jug. Njegova intenzivnost, položaj in smer se spreminjata z monsunsko cirkulacijo. Poletni monsun, ki piha z morja na kopno, stopnjuje njegovo moč, zimski monsun pa piha v nasprotni smeri, torej zavira njegovo moč. V južnem Pacifiku pa teče južni ekvatorialni tok. Razcepi se pri otočjih Samoa, njegov večji del zavije proti jugozahodu in nadaljuje pot proti vzhodni obali Avstralije.Pri rtu Howe zavije na vzhod, kjer se ponovno razcepi v dve veji: ena zavije ob zahodni obali Nove Zelandije druga pa se pridruži cirkumantarktičnim vzhodnim tokom.

### Tihooceanki tokovi
- Kalifornijski tok
- Ekvatorialni povratni tok
- Perujski tok
- tok Ojašio
- tok Kurošio
- Vzhodnoavstralski tok